# Anna Lapushchenkova
Anna Lapushchenkova, em russo Анна Александровна Лапущенкова (Moscou, 24 de outubro de 1986) é uma tenista profissional russa, seu melhor ranqueamento da WTA de N. 95 em simples, em 2008 e 157 em duplas.

## WTA Titulos

### Simples
| Legenda (Simples)      |
| Grand Slam (0)         |
| Tour Championships (0) |
| Tier I Evento (0)      |
| Tier II Evento (0)     |
| Tier III Evento (0)    |
| Tier IV Evento (0)     |
| ITF Circuito (10)      |

| N.  | Data                   | Torneio         | Piso     | Oponente na final    | Placar         |
| 1.  | 15 de julho de 2006    | Zhukovsky       | Saibro   | Yulia Solonitskaya   | 1–6 7–5 7–5    |
| 2.  | 20 de setembro de 2006 | Tbilisi         | Saibro   | Amina Rakhim         | 7–6(0) 6–2     |
| 3.  | 18 de agosto de 2007   | Moscou          | Saibro   | Ksenia Palkina       | 6–4 6–3        |
| 4.  | 25 de agosto de 2007   | Penza           | Saibro   | Kristina Antoniychuk | 6–4 6–2        |
| 5.  | 8 de setembro de 2007  | Moscou          | Saibro   | Galyna Kosyk         | 6–3 6–1        |
| 6.  | 10 de agosto de 2008   | Moscou          | Saibro   | Anikó Kapros         | 5-1 ret.       |
| 7.  | 15 de novembro de 2009 | Minsk           | Duro (I) | Lyudmyla Kichenok    | 5-7 7-6(3) 6-2 |
| 8.  | 7 de março de 2010     | Minsk           | Duro (I) | Lesya Tsurenko       | 6-1 3-6 7-6(2) |
| 9.  | 28 de março de 2010    | Moscou          | Duro (I) | Elena Kulikova       | 6-4 6-2        |
| 10. | 4 de abril de 2010     | Khanty-Mansiysk | Carpete  | Lyudmyla Kichenok    | 6-2 6-2        |

### Duplas
| Legenda (Duplas)       |
| Grand Slam (0)         |
| Tour Championships (0) |
| Tier I Evento (0)      |
| Tier II Evento (0)     |
| Tier III Evento (0)    |
| Tier IV Evento (0)     |
| ITF Circuito (1)       |

| N. | Data                | Torneio | Piso    | Parceira           | Oponentes na Final           | Placar da Final |
| 1. | 19 de março de 2008 | Minsk   | Carpete | Yuliya Beygelzimer | Ima Bohush Ksenia Milevskaya | 6–4 7–5         |